# Claudio Monteverdi
« Monteverdi » redirige ici. Pour les autres significations, voir Monteverdi (homonymie).
Œuvres principales
L'Orfeo
L'Arianna
Claudio Monteverdi (baptisé le 15 janvier 1567 à Crémone et mort le 29 novembre 1643 à Venise), est un compositeur italien.
Ses œuvres, essentiellement vocales, se situent à la charnière de la Renaissance et du baroque. Au cours de sa longue vie, il a produit des pièces appartenant aussi bien au style ancien qu'au nouveau et a apporté d’importants changements au style de son époque. Il est considéré comme l'un des créateurs de l'opéra et, avec L'Orfeo, comme l'auteur du premier chef-d'œuvre du genre. Il est également le dernier grand représentant de l'école italienne du madrigal, auquel il a consacré neuf Livres, ainsi que l'auteur d'une œuvre de musique religieuse polyphonique (messes, vêpres, motets…).

## Biographie

### 1567-1613: de Crémone à Mantoue
Né à Crémone en 1567, dans la patrie des luthiers, élève de Marc'Antonio Ingegneri, il y apprit, en même temps qu'il acquérait une formation humaniste, l’orgue, la viole, le chant et le contrepoint en usage à la fin de la Renaissance. Âgé de vingt ans à peine, il publie en 1587, à Venise, son premier Livre de Madrigaux à cinq voix.
En 1590, Monteverdi commença à travailler comme maître de musique de la chambre, à la cour de l'exubérant Vincenzo Ier de Mantoue. En 1601 il y devient maître de chapelle. Il y restera, malgré de nombreuses difficultés, jusqu'en 1613, ne quittant la ville qu'après la mort, en 1612, de son premier patron.
À Mantoue, comme plus tard à Venise, Monteverdi se consacra aussi bien à l’écriture de madrigaux, composant les Livres II à V, qu'à la musique religieuse et au tout nouveau genre de l'opéra. Dans le cinquième Livre de Madrigaux, publié en 1605, le compositeur, pour la première fois, expose l'opposition du style nouveau (ou seconda prattica), qu'il associe dans sa préface à la Perfection de la musique moderne, et du style ancien (ou prima prattica), caractérisé par une stricte observance des règles du contrepoint, telles qu'elles étaient enseignées, au milieu du siècle précédent, par Gioseffo Zarlino. En outre, cinq des madrigaux accueillent pour la première fois une basse continue, marquant le passage du style ancien à voix seules, au nouveau stile concertato baroque.

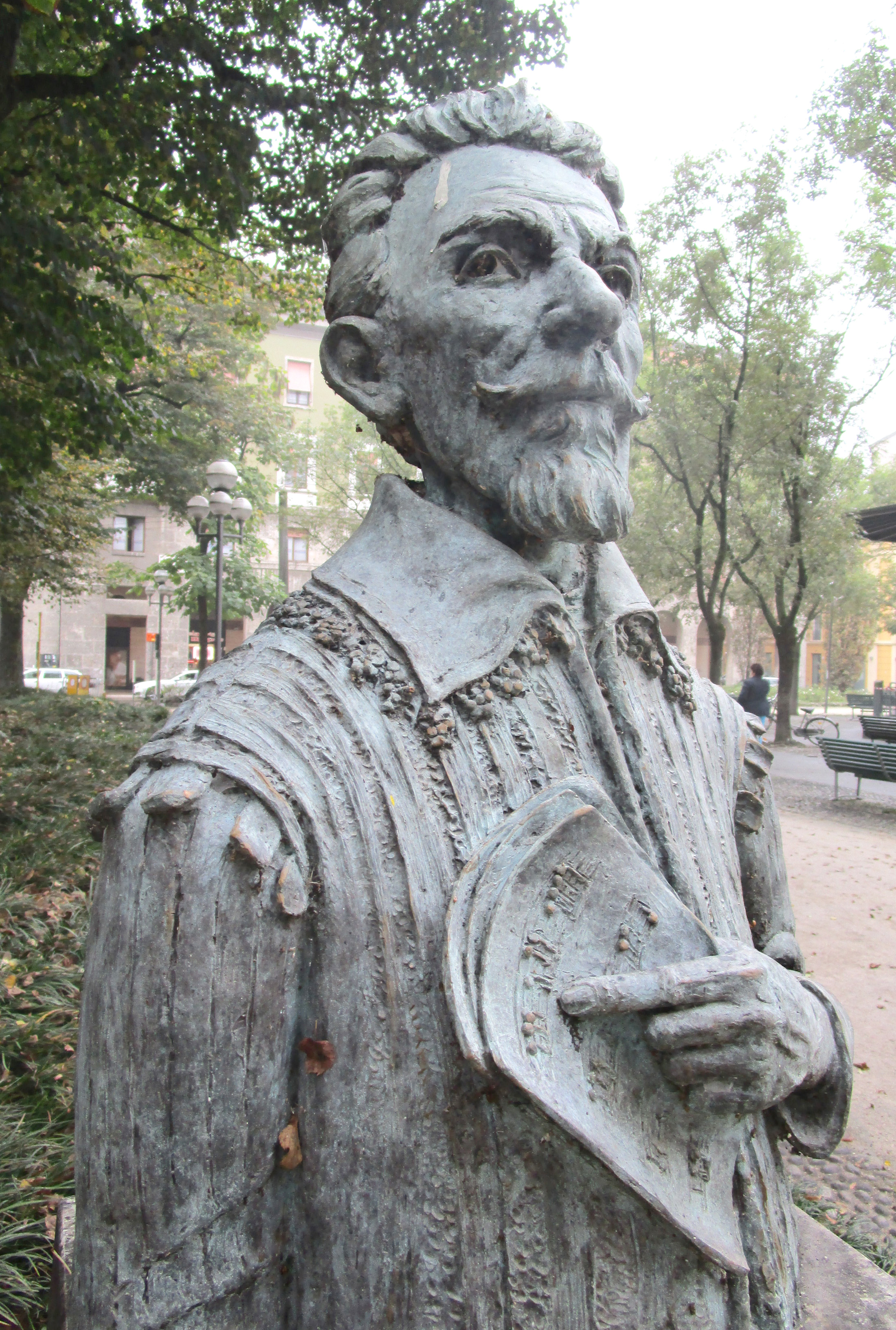
Buste en bronze de Monteverdi dans les Jardins publics Jean-Paul II, à Crémone.

Utilisant la monodie avec basse, préconisée à la même époque par les réformateurs de la musique florentine (les Peri, Caccini, qu'il a sans doute connus), et désireux par tous les moyens de far stupire (« surprendre ») et d'exprimer les « affects » (affetti) d'un texte, autrement dit d'émouvoir (movere gli affetti), il était logique qu'il franchît à son tour le pas conduisant au dramma per musica, c'est-à-dire au futur opéra. En 1607, soit sept ans seulement après l'Eurydice de Peri, il composa sa première œuvre scénique, l’Orfeo, sur un livret d'Alessandro Striggio, et empruntant au même canevas mythologique : la fable d'Orphée et d'Eurydice. L'ouvrage fut représenté avec un grand succès dans une salle du palais des Gonzague, ajoutant comme c'était la coutume, au faste du carnaval annuel de Mantoue.
L’Orfeo est caractérisé par une grande intensité dramatique et par une instrumentation vivante, transmises grâce à deux éditions luxueuses successives ; fait rarissime à l'époque, et dont ne bénéficièrent aucun des ouvrages dramatiques suivants de Monteverdi. Pour la première fois, un compositeur indique précisément la place de chaque instrument, et dans certains cas (Possente spirto du troisième acte) la réalisation instrumentale de chaque partie. Il s'agit de la première composition de grande ampleur dont l’instrumentation requise pour la création nous soit parvenue. L’intrigue y est dépeinte au moyen de tableaux musicaux contrastés. Avec cet opéra, Monteverdi a, sinon créé, du moins donné ses lettres de noblesse à un style de musique entièrement nouveau qui fut appelé le dramma per musica.
Son deuxième ouvrage lyrique, L'Arianna, tragedia in musica, sur un poème d'Ottavio Rinuccini, fut joué à la cour de Mantoue le 28 mai 1608. L'œuvre, marquée par la disparition, l'automne précédent, de l'épouse du compositeur, Claudia Cattaneo, puis pendant les répétitions, de la jeune chanteuse qui devait créer le rôle, conserve, dans l'unique partie qui a survécu, le Lamento (Lasciatemi morire), un ton d'extrême intensité tragique, qui émut, selon les témoignages du temps, jusqu'aux larmes les premiers spectateurs. Son succès fut tel que Monteverdi en réutilisa par deux fois la musique : en 1614, dans une version polyphonique à cinq voix, publiée dans le VIe Livre de madrigaux ; puis à la fin de sa vie, dans une version latine sacrée, Pianto della Madona (« Pleurs de la Madone »), publiée en 1641 dans son recueil d'œuvres sacrées : la Selva morale e spirituale. La partition de l'opéra disparut dans un incendie, du vivant de Monteverdi, quand l'Autriche envahit la ville de Mantoue (1630).
L'œuvre sacrée la plus importante de Monteverdi, au cours de ses années mantouannes, reste les Vespro della Beata Vergine (« Vêpres de la Vierge », 1610). Elle demeure un des plus importants exemples de musique religieuse, et peut être comparée à des œuvres comme le Messie de Georg Friedrich Haendel ou les deux Johannes-Passion et Matthäus-Passion de Jean-Sébastien Bach. Chaque partie de l'ouvrage (qui en comprend vingt-cinq au total) est entièrement développée non seulement musicalement mais aussi quasi théâtralement : on peut considérer que chaque intervention vocale, en petit chœur, chœur alterné, chœur complet, duo de solistes ou en solistes, de même que les différentes interventions instrumentales et leurs différents timbres sont utilisés pour faire naître un effet dramatique et émotionnel d’une manière totalement nouvelle pour l’époque. En réalité, s'en tenir à cette perspective amènerait une vision erronée : ne renonçant à rien, la partition intègre des éléments d'origine profane sans jamais renoncer à son objectif religieux. Dans ce Vespro, Monteverdi ne renie aucune des traditions séculaires, liturgiques et musicales, de l'Église catholique, mais les présente sous un angle de vue entièrement renouvelé. Stile nuovo et stile antico (« style nouveau » et « style ancien ») sont ici parfaitement mêlés. 
Sans réelle surprise, Monteverdi travaille aussi, à la même époque, à une œuvre témoignant de son attachement au stile antico (le « style ancien »), la Missa in illo tempore, qu'il publie la même année que les Vêpres, dans l'intention de la dédier au pape, auquel il rendit visite, à l'automne 1610. La conjonction de ces deux œuvres, « deux visages de la Contre-Réforme » selon D. Morrier, témoigne de la double appartenance, revendiquée par Monteverdi, d'une part à la tradition des polyphonies franco-flamandes les plus rigoureuses, de l'autre à celle du stile nuovo, dominé par la recherche d'expressivité, de contraste, et de couleur instrumentale.

### 1613-1643: les années vénitiennes

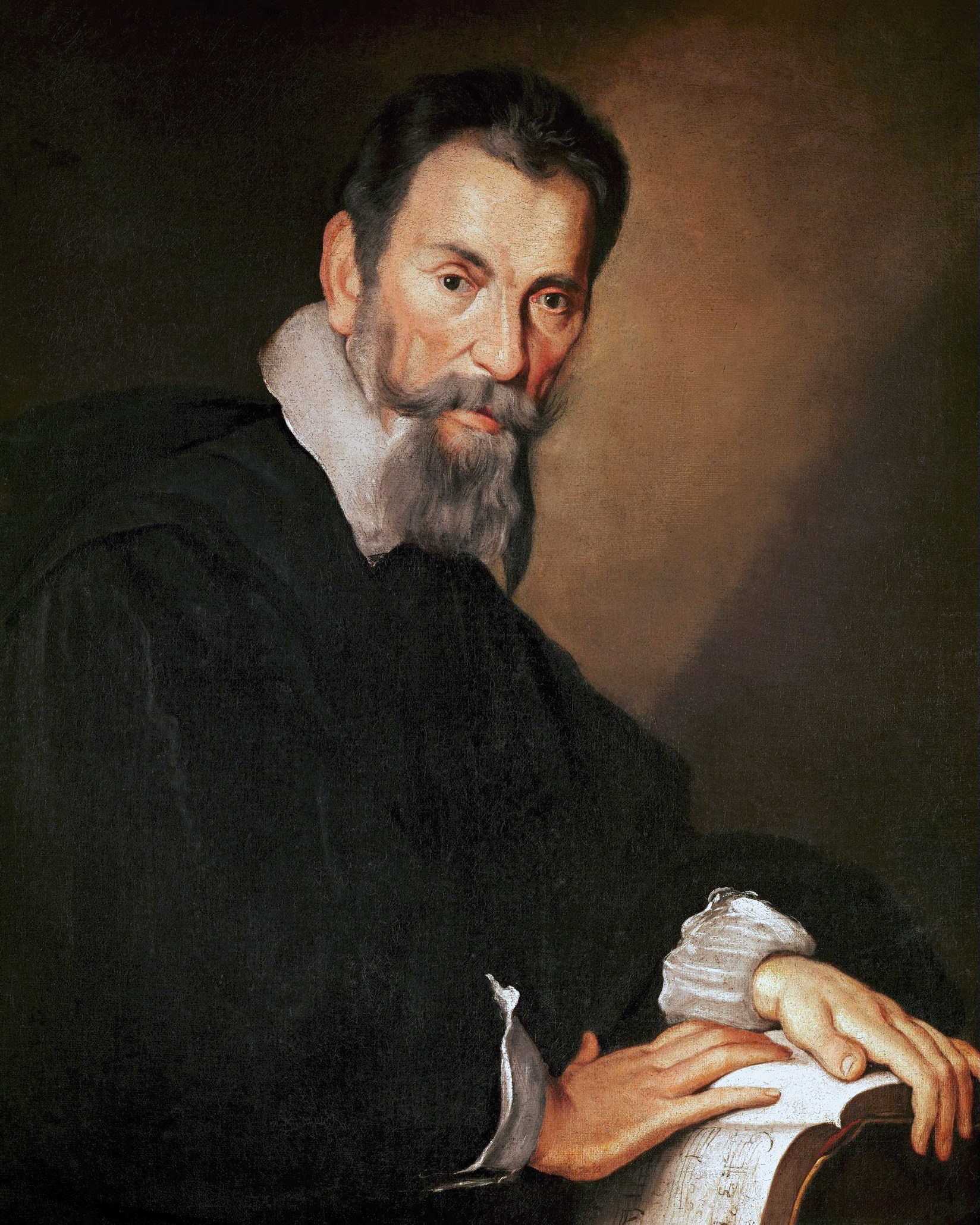
Portrait de Claudio Monteverdi par Bernardo Strozzi (1640).

En août 1613 Monteverdi, dont la situation s'était dégradée à Mantoue, obtient le poste convoité de maître de chapelle à la basilique Saint-Marc de Venise, à la tête de la Cappella Marciana. Il y succède à des maîtres prestigieux tels que Adrien Willaert, Andrea et Giovanni Gabrieli. Éloigné dans un premier temps, comme il le confiera en 1620, de la musique théâtrale, il réalise de nombreuses œuvres religieuses ; un Gloria, deux messes, ainsi que diverses pièces pour les grandes fêtes de l’année liturgique et la fête de saint Marc. Il publie des œuvres à Mantoue, comme le ballet Tirsi e Clori, mais refusera d'y retourner.
Après la mort de son fils, Monteverdi, qui ne s'était pas remarié, entre dans les ordres ; il sera ordonné prêtre le 16 avril 1632. Il continue cependant à écrire, tant dans la veine amoureuse et poétique du madrigal, que pour l'opéra, dont le développement prend une ampleur considérable dans la Venise des années 1630, avec l'ouverture des premiers théâtres lyriques publics (Teatro San Cassiano, 1637).
C’est à Venise, qu’il publie les Livres VI à VIII de madrigaux, ainsi que ses Scherzi musicali in Stile recitativo (1632). Le Livre VIII, publié en 1638, contient les madrigaux appelés Madrigaux guerriers et amoureux, précédés d'une importante préface. Considérés comme l'aboutissement du travail de Monteverdi dans le domaine du madrigal, ils en ferment en même temps l'histoire. Le Livre VIII contient des œuvres écrites sur plus de trente ans, telles que le Lamento della Ninfa, ou l'impressionnant Hor ch'el ciel, sur des poèmes de Rinuccini et de Pétrarque. Il intègre encore la scène dramatique Il combattimento di Tancredi e Clorinda (« le Combat de Tancrède et Clorinde ») (1624), d'après la Jérusalem délivrée du Tasse (Torquato Tasso), dans laquelle instruments et voix forment deux entités distinctes. L’originalité de cette composition provient du rapprochement du genre madrigalesque et du Stile rappresentativo (imitatif), ainsi que de l’utilisation pour la première fois du tremolo de cordes (cordes jouées rapidement avec l’archet) pour créer des effets expressifs, en particulier la colère et l'agitation (stile concitato), dans les scènes les plus dramatiques. Dans leur totalité, les huit livres de madrigaux montrent l’immense développement de la musique polyphonique de la Renaissance et son évolution vers le style concertant et la monodie accompagnée, caractéristiques de la musique baroque. Le Neuvième Livre, publié en 1651, après sa mort, comporte des pièces plus légères, composées probablement à différents moments de sa vie et représentatives de ces deux styles.
Pendant les dernières années de sa vie, Monteverdi, malade, compose de nombreux opéras, dont ne subsistent que deux œuvres majeures : il ritorno d'Ulisse in patria (Le Retour d’Ulysse dans sa patrie) (1641), et l’opéra historique L'incoronazione di Poppea (le Couronnement de Poppée) (1642). L’Incoronazione, en particulier, est considéré comme le point culminant de l'œuvre dramatique du maître italien, bien que l'authenticité globale de l'ensemble reste contestée et que le nom de Francesco Cavalli, le principal successeur de Monteverdi à Venise, ait souvent été avancé. Il contient des scènes dramatiques aussi bien que comiques (ce qui restera une caractéristique de l’opéra baroque, à l'image du théâtre élisabéthain), et des descriptions plus réalistes des personnages. Il requiert un orchestre plus réduit et donne un rôle moins prédominant au chœur. Il utilise en outre, pour le rôle de Néron, une voix de castrat. Monteverdi a composé au moins dix-huit opéras, dont ne nous sont parvenus que l’Orfeo, l’Incoronazione di Poppea, Il Ritorno d’Ulisse in patria et le Lamento de son second ouvrage lyrique l’Arianna.
La publication soignée, en 1641, de sa Selva morale e spirituale, contenant quarante pièces sacrées d'époque et de styles différents, marque l'aboutissement de la carrière du compositeur dans le domaine de la musique religieuse. L'ensemble contient aussi bien des pièces écrites dans le style ancien, en usage à l'époque de Palestrina ou de Roland de Lassus, que des pièces dans le style de la seconda pratica, à la formation de laquelle Monteverdi aura, plus que tout autre, contribué.
Claudio Monteverdi meurt à Venise en 1643 (vraisemblablement d'une cirrhose), célébré dans l'Europe entière. Son influence fut considérable, en particulier auprès d'un compositeur comme Heinrich Schütz qui vint travailler auprès de lui et exporta dans le monde luthérien les techniques de polychoralité (oppositions spatiales de groupes vocaux ou instrumentaux, grâce en particulier aux doubles tribunes de San Marco). Il est enterré dans l'église Santa Maria Gloriosa dei Frari, aux côtés du Titien et d'Antonio Canova.

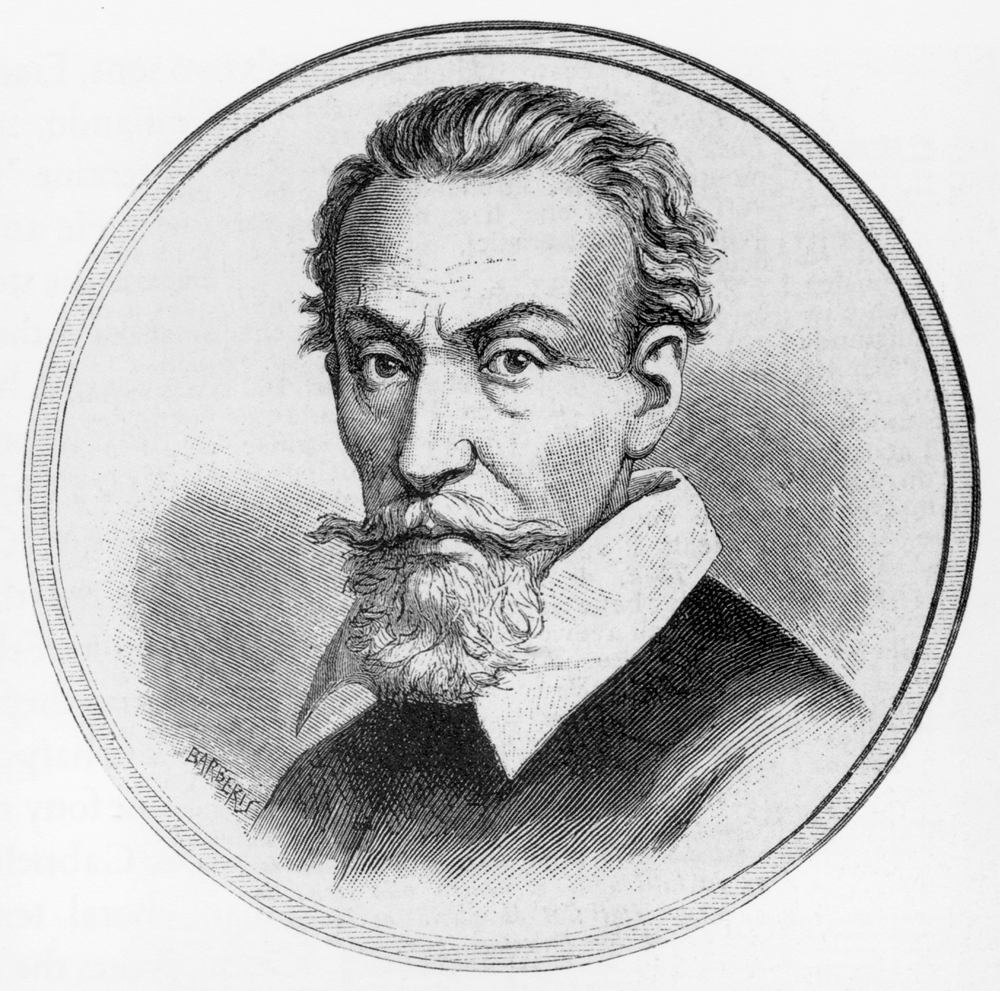
Médaillon avec portrait de Monteverdi (posthume), eau-forte de Barberis (XIXe siècle).

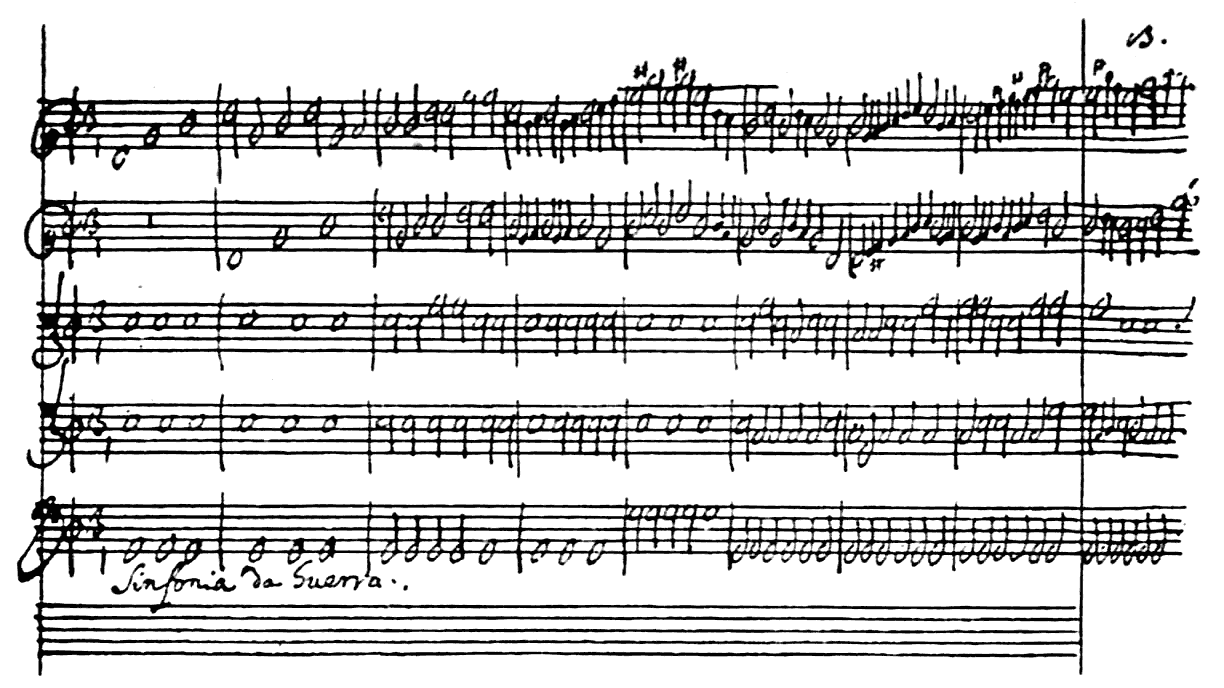
Manuscrit de Claudio Monteverdi, Il ritorno d’Ulisse in patria, 1641.

## Œuvre
Claudio Monteverdi laisse un catalogue de 254 œuvres.

### Sacrées
- Sacræ cantiunculæ 3 voci, Venise, 1582.
- Madrigali spirituali 4 voci, Brescia, 1583.
- Sanctissimæ Virginis missa 6 voci. Ac vesperæ pluribus decantandæ cum nonnullis sacris concentibus…, 1610.
- Vespro della Beata Vergine (Les Vêpres de la Bienheureuse Vierge Marie), 1610
- Selva morale e spirituale (« Forêt morale et spirituelle »), Venise, 1640 ou 1641.
- Messa a 4 voci et salmi a 1-8 voci e parte da cappella & con le litanie della B.V. 1650.
- Cantate Domino https://www.youtube.com/watch?v=ypCG7-Om4Bk

### Vocales profanes. Recueils
- Canzonette a 3 voci (Canzonette à 3 voix), Venise, 1583.
- Madrigali a 5 voci. Livre 1, Venise, 1587.
- Madrigali a 5 voci. Livre 2, Venise, 1590.
- Madrigali a 5 voci. Livre 3, Venise, 1592.
- Madrigali a 5 voci. Livre 4, Venise, 1603.
- Madrigali a 5 voci. Livre 5, Venise, 1605 (avec basse continue pour les six derniers, facultative dans les autres).
- Scherzi musicali a 3 voci[c], Venise, 1607.
- Madrigali a 5 voci. Livre 6, con uno dialogo a 7, Venise, 1614 (avec basse continue ad lib.).
- Concerto. Madrigali a 1, 2, 3, 4 et 6 voci, con altri generi di canti[d], Livre 7, Venise, 1619 (avec le Lamento d'Arianna a 5 voci, et Due Lettere amorose in genere rappresentativo[e]).
- Scherzi musicali cioè arie et madrigali in stile rappresentativo con una ciaccona a 1 e 2 voci[f], 1632.
- Madrigali guerrieri e amorosi (…). Livre 8. (« Madrigaux guerriers et amoureux », 1-8 voix, avec basse continue et instruments, Venise, 1638. (Avec Il combattimento di Tancredi e Clorinda : « Le Combat de Tancrède et Clorinde »).
- Madrigali e canzonette a 2 e 3 voci, Livre 9, Venise 1651 (posthume).

### Œuvres dramatiques

#### Opéras
- L'Orfeo, favola in musica (« Orphée, fable en musique »), Alessandro Striggio, repr. Mantoue, 24.2.1607. Imprimé à Venise en 1609.
- L'Arianna (« Ariane »), Ottavio Rinuccini, repr. Mantoue, 28.5.1608, perdu, sauf le Lamento d'Arianna.
- Le nozze di Teti e di Peleo (« Les Noces de Thétis et Pélée »), Mantoue, 1617 (perdu).
- Andromeda (« Andromède »), Mantoue, 1620 (perdu).
- La finta pazza Licori (« La fausse folle Licori »), 1627 (perdu).
- Armida abbandonata, madrigale rappresentativo (« Armide abandonnée, madrigal en style représentatif »), Le Tasse, 1627 (perdu).
- Proserpina rapita (L'« Enlèvement de Proserpine »), Venise, 1630 (perdu).
- Il ritorno d'Ulisse in patria, tragedia di lieto fine (« Le Retour d'Ulysse dans sa patrie, tragédie avec fin heureuse »), (Giacomo Badoaro), Venise, teatro San Cassiano, carnaval 1640.
- Le nozze d’Enea con Lavinia (« Les Noces d'Énée et de Lavinia »), Venise, 1641 (perdu).
- L'incoronazione di Poppea (« Le Couronnement de Poppée »), Giovanni Francesco Busenello, Venise, teatro SS. Giovanni e Paolo, carnaval 1643 (deux manuscrits).

#### Ballets
- Tirsi e Clori, Mantoue, 1616.
- Apollo, balletto pastorale, 1620 (perdu).
- La vittoria d’amore, Piacenza, 1641 (perdu).

#### Prologues
- Prologue pour L’idroppica (Guarini), Mantoue, 2.6.1608 (perdu).
- Prologue pour La Maddalena, sacra rappresentazione, repr. Mantoue, 6.1617. Publié à Venise en 1617.
- Prologue et Intermède, Gli amori di Diana e di Endimione, Parme, 1628 (perdu).

#### Autres œuvres dramatiques
- Il ballo delle ingrate, Mantoue, 1608. Publié en 1638, dans le VIIIe Livre de madrigaux.
- Il combattimento di Tancredi e Clorinda (Le Tasse), Venise, 1624. Publié en 1638, dans le VIIIe Livre de madrigaux.
- Mercurio et Marte (torneo regale) Parme, 1628 (perdu).
- Ballo in onore dell’Imperatore Ferdinando III, Vienne.

## Hommages
Sont nommés en son honneur :
- le Conservatoire Claudio Monteverdi de Bolzano
- (5063) Monteverdi, un astéroïde de la ceinture principale d'astéroïdes[4].
- Monteverdi, un cratère de la planète Mercure[5].

## Correspondance
- Claudio Monteverdi, Correspondance, préfaces, épîtres dédicatoires. Texte original intégral (bilingue). Traduit par Annonciade Russo. Introduction et notes par Jean-Philippe Navarre. Mardaga, Sprimont (Belgique), 2001 (BNF 38887206).